# Levantamento de peso nos Jogos Pan-Americanos de 2015 - Mais de 75 kg feminino
A categoria mais de 75 kg feminino do levantamento de peso nos Jogos Pan-Americanos de 2015 foi disputada em 15 de julho  no Centro Esportivo Oshawa, em Oshawa. 

## Calendário
Horário local (UTC-4).
| Data        | Horário | Fase  |
| ----------- | ------- | ----- |
| 15 de julho | 16:30   | Final |

## Medalhistas
| Ouro   | VEN Yaniuska Espinosa |
| Prata  | VEN Naryury Perez     |
| Bronze | ECU Oliba Nieve       |

## Recordes
Recordes mundial e pan-americano antes da disputa dos Jogos Pan-Americanos de 2015.
| Recorde mundial       | Arranque  | RUS Tatiana Kachirina | 155 kg | Almaty, Cazaquistão                 | 16 de novembro de 2014 |
| Recorde mundial       | Arremesso | RUS Tatiana Kachirina | 193 kg | Almaty, Cazaquistão                 | 16 de novembro de 2014 |
| Recorde mundial       | Total     | RUS Tatiana Kachirina | 265 kg | Almaty, Cazaquistão                 | 16 de novembro de 2014 |
| Recorde Pan-Americano | Arranque  | COL Carmenza Delgado  | 122 kg | Santo Domingo, República Dominicana | 16 de agosto de 2003   |
| Recorde Pan-Americano | Arremesso | ECU Oliba Nieve       | 150 kg | Rio de Janeiro, Brasil              | 18 de julho de 2007    |
| Recorde Pan-Americano | Total     | COL Carmenza Delgado  | 265 kg | Santo Domingo, República Dominicana | 16 de agosto de 2003   |

## Resultado
| Pos.              | Halterofilista    | Nacionalidade            | Grupo | Peso Atleta (kg) | Arranque (kg) | Arremesso (kg) | Total (Kg) |
| ----------------- | ----------------- | ------------------------ | ----- | ---------------- | ------------- | -------------- | ---------- |
| Medalha de ouro   | Yaniuska Espinosa | VEN Venezuela            | A     | 110.68           | 115           | 148            | 263        |
| Medalha de prata  | Naryury Perez     | VEN Venezuela            | A     | 98.28            | 112           | 146            | 258        |
| Medalha de bronze | Oliba Nieve       | ECU Equador              | A     | 92.51            | 115           | 142            | 257        |
| 4                 | Tania Mascorro    | MEX México               | A     | 107.84           | 116           | 140            | 256        |
| 5                 | Holley Mangold    | USA Estados Unidos       | A     | 173.19           | 104           | 135            | 239        |
| 6                 | Veronica Saladin  | DOM República Dominicana | A     | 116.31           | 115           | -              |            |

Legenda
| Recorde mundial                  | Recorde mundial (World record)               |                       | Recorde africano                      | Recorde africano (African) |                                           | Q | Classificado por posição (Qualified) |
| Recorde dos Jogos Pan-Americanos | Recorde pan-americano (Pan-American record)  | Recorde da América    | Recorde da América (Americas)         | q                          | Classificado por melhor tempo (Qualified) |   |                                      |
| Melhor marca do ano              | Melhor marca do ano (World leading)          | Recorde asiático      | Recorde asiático (Asian)              | DNS                        | Não largou (Did not start)                |   |                                      |
| Recorde nacional                 | Recorde nacional (National record)           | Recorde europeu       | Recorde europeu (European)            | DNF                        | Não terminou (Did not finish)             |   |                                      |
| Recorde pessoal                  | Recorde pessoal do atleta (Personal best)    | Recorde da Oceania    | Recorde da Oceania (Oceania)          | DSQ / DQ                   | Desclassificado (Disqualified)            |   |                                      |
| Recorde da temporada             | Recorde da temporada do atleta (Season best) | Recorde sul-americano | Recorde sul-americano (South America) | NM                         | Sem marca (No mark)                       |   |                                      |